# Parafia bł. Annuarity w Radomiu
Parafia bł. Annuuarity i św. Michała Archanioła w Radomiu – parafia rzymskokatolicka w dekanacie Radom-Północ diecezji radomskiej.

## Historia
11 stycznia 1984 roku bp Edward Materski erygował na Michałowie wikariat samodzielny, którego administratorem został ks. Adam Zając. Ówczesne władze nie chciały się zgodzić na budowę kościoła w tym miejscu, gdzie obecnie stoi kościół bł. Annuarity. Wreszcie władze uległy i pozwoliły na budowę kościoła przy ulicy Królowej Jadwigi pod warunkiem, że zostanie rozebrany kościół przy ulicy Piastowskiej. Ksiądz biskup się zgodził, ale kościoła nie pozwolił rozebrać i budowano jednocześnie dwa (tzn.  tymczasowe kaplice – kaplica w parafii św. Łukasza stoi do dziś).
7 listopada 1993 roku odbyło się poświęcenie kościoła dolnego przy ulicy Królowej Jadwigi i nadano mu tytuł bł. Annuarity. W tym też dniu ksiądz biskup ogłosił podział parafii na dwie osobne parafie: parafię pw. św. Łukasza z kościołem przy ul. Piastowskiej i parafię pw. bł. Annuarity z kościołem przy ul. Królowej Jadwigi. Granicę wyznaczała ulica Królowej Jadwigi.
Dekret o podziale parafii nosi datę 8 listopada 1993 roku. Proboszczem został mianowany ks. Stanisław Barański, dotychczasowy proboszcz parafii św. Łukasza i bł. Annuarity. I od tego momentu liczy się czas samodzielności parafii pw. bł. Annuarity w Radomiu.
29 września 2006 roku bp Zygmunt Zimowski uroczyście konsekrował kościół i nadał parafii drugiego patrona – św. Michała Archanioła.

## Zasięg parafii
Ulice: Brzustowska, Jagiellońska, Królewska, Królowej Jadwigi (strona południowa), Sobieskiego, Warszawska (87abcd, 90abcd, 93abcd, 95abcd).

## Grupy parafialne
Ministranci, schola, Oaza Młodzieży Ruch Światło-Życie, harcerze Zawiszacy (Skauci Europy), Katolickie Stowarzyszenie Młodzieży, Kółka Żywego Różańca, Caritas.

## Proboszczowie
- ks. Stanisław Barański (1993–2000)
- ks. kan. Kazimierz Stanisław Marchewka (2000-2025)
- ks. Mariusz Chamerski (2025-nadal)[2]